# Kamal Smiri
Kamal Smiri est un footballeur international marocain qui évoluait au poste de milieu de terrain.

## Biographie
International marocain, il fait partie de la sélection marocaine vainqueur de la Coupe d'Afrique des nations 1976, à laquelle il participe à 4 rencontres.
En club, Kamal Smiri évolue avec le Mouloudia Club d'Oujda avec lequel il remporte le Championnat du Maroc 1974-1975, et participe à la Coupe du Maghreb des clubs champions 1975-1976. Lors de cette compétition, il ouvre le score face au Club africain durant les demi-finales à la 32e minute, avant que son équipe soit rattrapée et défaite par 2 buts à 1. 

## Palmarès

### En Club
Mouloudia Club d'Oujda :
- Championnat du Maroc
  - Champion : 1975

### En Sélection
Maroc :
- Coupe d'Afrique des nations
  - Vainqueur : 1976

## Les sélections "A" en équipe nationale
1. 22/03/1975 Maroc – Sénégal Fès 4 - 0 Elim. CAN 1976
2. 13/04/1975 Sénégal - Maroc Kaolack 2 - 1 Elim. CAN 1976
3. 04/03/1976 Zaire - Soudan Dire Dawa 0 - 1 CAN 1976
4. 06/03/1976 Nigeria - Maroc Dire Dawa 1 - 3 CAN 1976
5. 09/03/1976 Egypte - Maroc Addis Abeba 1 - 2 2°Tour CAN 1976
6. 11/03/1976 Nigeria - Maroc Addis Abeba 1 - 2 2°Tour CAN 1976
7. 08/10/1976 Palestine - Maroc Damas 0 - 3 Jeux Panarabes 1976
8. 12/10/1976 Jordanie - Maroc Damas 0 - 3 Jeux Panarabes 1976 / 1 but
9. 18/10/1976 Syrie - Maroc Damas 0 - 0 Jeux Panarabes 1976
10. 12/12/1976 Maroc - Tunisie Casablanca 1 - 1 Elim. CM 1978
11. 09/01/1977 Tunisie - Maroc Tunis 1 - 1 (4 - 2) Elim. CM 1978

## Les matchs olympiques
1. 14/03/1975 : Benghazi Libye vs Maroc 0 - 1 Elim. JO 1976
2. 30/11/1975 : Tunis Tunisie vs Maroc 0 - 1 Elim. JO 1976